# إبراهيم خلفان
إبراهيم خلفان، لاعب كرة قدم قطري سابق ، و قد كان يلعب مع نادي العربي القطري من عام 1972-1989 ، ولعب أيضا مع منتخب قطر لكرة القدم ، و هو والد اللاعب الحالي خلفان إبراهيم خلفان الذي يلعب مع نادي السد القطري.

## كأس الخليج 1984
وقد سجل هدف في مرمى منتخب السعودية لكرة القدم، وقد سجل هدف في مرمى منتخب عمان لكرة القدم.
يعمل حاليًا كمحلل بقناة الجزيرة الرياضية لمباريات الدوري القطري ودوري أبطال أسيا وتصفيات كأس العالم 2010 وتصفيات كأس أسيا 2011 وغيرها من مناسبات رياضية.